# Johann Gruber
Johann Gruber, sacerdote católico austríaco ( 20 de octubre de 1889 en Tegernbach, Grieskirchen, 7 de abril de 1944  campo de concentración de Gusen I) y una de las personalidades más notables de la  resistencia política contra el nazismo. También se le conoce como Papa Gruber o como el santo de Gusen.
Johann Gruber mantuvo su firme oposición al régimen nazi incluso después de ser capturado e internado en un campo de concentración nazi, donde llegó a organizar un sistema de ayuda para prisioneros y una red de resistencia.

## Orígenes
Johann Gruber era el mayor de cuatro hermanos huérfanos. En 1903 el cura de Grieskirchen lo envió a estudiar al seminario episcopal de Linz, pasando posteriormente al seminario propiamente dicho. En julio de 1913, con 27 años, fue ordenado sacerdote en Linz.
Johann Gruber pasó varios años como párroco y consejero espiritual de la Asociación de Trabajadores Católicos hasta que en julio de 1918 pasó a ser profesor de magisterio en el orfanato católico de Linz. Destacando  intelectual y pedagógicamente, el obispo Johannes M. Gföllner  le permitió realizar a continuación la carrera de Magisterio de Geografía e Historia en la Universidad de Viena, donde en 1923 recibió su doctorado en Filosofía. En Viena formó parte de la asociación de estudiantes católicos K. a. V. Norica. De regreso a Linz Johann Gruber, como profesor del Instituto Obispal de Educación, dio clase en diferentes escuelas y a trabajadores del ferrocarril y sindicalistas, además de escribir en esta época diversos libros de texto. En noviembre de 1934 fue nombrado director del Blindenanstalt (Instituto para Ciegos) de Linz, que también reformó.

## Resistencia contra el nazismo
Johann Gruber fue detenido por la policía el 10 de mayo de 1938 con gran repercusión en los medios de la época acusado de haber abusado sexualmente de algunos de sus alumnos. Recibió dos condenas de dos años y fue encarcelado en la prisión de Garsten. Gruber recurrió el veredicto por considerarlo injusto, lo que propició que el 4 de abril de 1940 la Gestapo lo pusiera bajo ‘custodia protectora’ y lo transfiriera a campo de concentración de Dachau. Desde ahí Gruber fue transferido en agosto de 1940 junto a muchos otros sacerdotes a Mauthausen y de ahí al campo de concentración de Gusen I, donde recibió el número de preso 43050.
En Gusen Gruber fue destinado al principio como enfermero en la enfermería del campo, donde pudo “organizar” en secreto medicinas para los enfermos. Entre los años 1942 a 1944 Johann Gruber fue el responsable, como Museums-Kapo del campo Gusen I, de la custodia e identificación de los objetos arqueológicos aparecidos durante la construcción de una vía férrea (la schleppbahn) entre Gusen y la estación de ferrocarril de Sankt Georgen an der Gusen. En esta época Gruber organizó el cuidado de niños y adolescentes en Gusen I. Su celebridad previa a la reclusión le permitió mantener el contacto con el mundo exterior. Gruber aprovechó esta circunstancia para introducir dinero dentro del campo de concentración de Gusen y montar una organización secreta para ayudar a otros prisioneros, así como reunir y enviar información sobre Gusen hacia el exterior. Pronto sería conocido entre sus camaradas del campo como Papa Gruber.
En marzo de 1944 la organización que Gruber había creado en Gusen I fue descubierta debido al descuido de un enlace. Gruber fue conducido a la prisión del campo en los bajos de la Jourhaus de Gusen I y torturado durante tres días hasta que finalmente, el 7 de abril de 1944, el Schutzhaftlagerführer Seidler, lo torturó hasta morir.
Debido a la información obtenida en los interrogatorios tras el descubrimiento de la organización de Gruber el director de la Oficina Principal del Departamento Económico y Administrativo de las SS, Oswald Pohl, cursó el 16 de marzo de 1944 una orden secreta a todos los comandantes de campo para que retiraran a todos los clérigos prisioneros de cualquier trabajo de oficina.
Los supervivientes de los campos de concentración de Gusen informaron al obispado de Linz del sacrificio de Gruber el día siguiente de la liberación, que tuvo lugar el 5 de mayo de 1945. En 1987, los camaradas supervivientes de Gruber solicitaron la beatificación de Gruber al secretario de Estado de la Santa Sede Agostino Cassaroli.
El artista austríaco Alfred Hrdlicka realizó entre 1994/95 una serie de 14 grabados dedicados a Johann Gruber. Las sentencias de la justicia nazi que recayeron sobre Johann Gruber no se verían anuladas hasta 1998, cuando lo hizo el tribunal regional de Linz. El 20 de diciembre de 2001 se instaló una placa conmemorativa en el Instituto para Personas con Discapacidad Auditiva o Visual de Linz en recuerdo de Gruber. El obispo Maximilian Aichern asignó en 2002 un proyecto sobre Johann Gruber al Instituto de Investigación Biográfica de la Universidad Privada de Teología Católica de Linz. En 2006 se colocó una placa conmemorativa en la iglesia parroquial de Grieskirchen.